# Institut für Rundfunktechnik
Pour les articles homonymes, voir IRT.
L'Institut für Rundfunktechnik GmbH (IRT) est un institut de recherche commun à tous les organismes publics de radiodiffusion allemands (ARD / ZDF / DRadio), autrichiens (ORF) et suisses (SRG SSR). Son siège se trouve sur le site de la télévision de la Bayerischer Rundfunk à Munich-Freimann. L'IRT poursuit des objectifs d'intérêt commun au service du développement des techniques de radiodiffusion en Europe.
L'ensemble des organismes participants ont annoncé en 2020 leur retrait du contrat les liant à l'IRT au 31 décembre 2020. L'IRT n'ayant pas trouvé d'autres perspectives de financement, il fermera à cette date.